# Agnieszka Brugger
Pour les articles homonymes, voir Brugger.
Agnieszka Brugger est une femme politique allemande, née le 8 février 1985 à Legnica (Pologne).

## Biographie

### Formation
Agnieszka Brugger étudie la politique à l'université de Tübingen en 2004 mais ne termine pas son cycle universitaire en raison de son élection au Bundestag. En 2021, elle reprend son parcours.

### Carrière politique
Agnieszka Brugger est élue députée aux élections fédérales allemandes de 2009. Elle est re-élue aux élections de 2013 et siège alors dans la commission parlementaire pour la défense. Depuis 2018, elle est vice-présidente du groupe parlementaire Alliance 90/Les Verts au Bundestag.
En 2011, elle s'oppose à la participation de la Bundeswehr dans la guerre d'Afghanistan.
En 2023, en compagnie de Michelle Müntefering et Marie-Agnes Strack-Zimmermann, elle crée un groupe multipartite pour promouvoir la diplomatie féministe.
À la suite d'une fuite de l'enregistrement d'une conversation entre officiers de la Bundeswehr par la Russie en mars 2024, elle avertit que davantage d'actes de sabotage sont à venir.